# Palazzo Di Gregorio
Il Palazzo Di Gregorio è ubicato nella via Dante ad Alcamo, nella provincia di Trapani; è stato costruito intorno al XVII secolo.

## Descrizione
L'imponente prospetto è di stile neoclassico: su quello principale, a piano terra,  ci sono tre aperture: un ingresso con arco ogivale, con cornicette formate da più elementi, e due saracinesche che portano in due grandi locali.
La balconata al primo piano è molto ampia, e presenta dei ballatoi sorretti da mensole in pietra, con ornamenti; la ringhiera è in ferro lavorato.
Sul lato nord, nella Via Arco Itria, ci sono quattro finestre di recente fattura, al primo piano ci sono quattro balconi, due dei quali piccoli e decorati; alle spalle del prospetto principale, nella Via Stefano Polizzi, ci sono tre portoni che danno su dei magazzini, e un piccolo ingresso che porta al secondo piano.
Il prospetto del palazzo, su tutti i tre lati, finisce con un cornicione dominato da otto torcieri: questi elementi decorativi sono simili a quelli esistenti nel Palazzo Pastore, ubicato nel Corso 6 Aprile, e nel prospetto principale della Chiesa madre di Alcamo.
Dal 1984 l'edificio appartiene ai fratelli Noto che hanno provveduto al suo completo restauro.